# هیلو: ریچ
هِیلو: ریچ (به انگلیسی: Halo: Reach) یک بازی ویدئویی در سبک علمی-تخیلی و تیراندازی اول شخص بوده که توسط استودیو بازی‌سازی بانجی توسعه یافته و استودیو بازی مایکروسافت آن را منتشر کرد. هیلو: ریچ به صورت هم‌زمان، در ۱۴ سپتامبر ۲۰۱۰ در سه منطقه آمریکای شمالی، اروپا و استرالزی عرضه شد و بازی، ابتدا به شکل اختصاصی، برای کنسول اکس‌باکس ۳۶۰ طراحی و عرضه شد. این بازی پنجمین قسمت از مجموعه بازی‌های رایانه‌ای هیلو و پیش‌درآمدی بر نسخهٔ هیلو: نبرد تکامل است.
این بازی تاکنون، بیش از سه میلیون نسخه به فروش رسانده‌است. هِیلو: ریچ یکبار دیگر به عنوان بخشی از بازی هیلو: مجموعه مستر چیف در دسامبر ۲۰۱۹ برای مایکروسافت ویندوز و اکس‌باکس وان منتشر شد.
| گردآورنده  | امتیاز          |
| ---------- | --------------- |
| گیم‌رنکینگز | ۹۱٫۷۱٪ (۶۹ نقد) |
| متاکریتیک  | ۹۱/۱۰۰ (۹۵ نقد) |

| ناشر               | امتیاز                   |
| ------------------ | ------------------------ |
| سی‌وی‌جی             | ۹٫۲/۱۰                   |
| اج                 | ۹/۱۰                     |
| یوروگیمر           | ۹/۱۰                     |
| فامیتسو            | ۳۴/۴۰                    |
| گیم اینفورمر       | ۹٫۵/۱۰                   |
| گیم‌پرو             | 5/5 ستاره                |
| گیم رولیشن         | A                        |
| گیم‌اسپات           | ۹٫۵/۱۰                   |
| گیمز ریدار+        | ۸/۱۰                     |
| گیم‌تریلرز          | ۹٫۳/۱۰                   |
| آی‌جی‌ان             | ۹٫۵/۱۰ (US) ۱۰٫۰/۱۰ (UK) |
| اواکس‌ام (بریتانیا) | ۱۰٫۰/۱۰                  |
| ایکس پلی           | [ ۱۲ ]                   |
| گاردین             | [ ۱۳ ]                   |
| دیلی تلگراف        | ۱۰/۱۰                    |